# Řehoř VI.
Řehoř VI., rodným jménem Johannes Gratianus (?? Řím – 1047 Kolín nad Rýnem) byl zvolen papežem 1. května 1045 a rezignoval na synodě v Sutri 20. prosince 1046. Důvodem jeho rezignace bylo obvinění ze svatokupectví.

## Historie
Teofylaktus, syn tusculského hraběte Alberica III. byl tehdy stár asi dvacet let, když v roce 1032 jeho otec pomocí úplatků dosáhl zvolení Teofylakta papežem. Mladý papež převzal jméno po svém strýci Benediktu VIII. Mladík nevedl příliš příkladný život a tak jej v září 1044 členové římské šlechty vyhnali a v lednu 1045 ho nahradili vlastním kandidátem, biskupem ze Sabiny, který si zvolil jméno Silvestr III. V březnu téhož roku se Benedikt IX. vrátil na papežský stolec a poslal Silvestra zpět do jeho diecéze. Krátce poté Benedikt IX. oslovil svého duchovního kmotra, (tzv. godfather) Gratianiho, a naznačil, že se chce oženit. Nabídl svou abdikaci za předpokladu, že mu budou uhrazeny výdaje, které měl se svou volbou papežem. S touhou vidět Řím bez Benedikta, Gratianus souhlasil, a jako Benediktův nástupce byl uznán novým papežem pod jménem Řehoř VI. Benedikt po čase své rozhodnutí odvolal a opět požádal o papežský trůn. Příznivci Silvestra III. se však nevzdali. Všechny tři frakce které si nárokovaly papežství a ovládaly příslušné části města, tedy vlivní členové jak duchovních, tak i laických představitelů proto požádali o zásah německého krále Jindřicha III. Jindřich očekával, že bude korunován císařem Svaté říše římské, dával tedy přednost papeži, jehož legitimita by nebyla zpochybňována. Jindřich překročil Alpy a v prosinci 1046 svolal koncil do města Sutri. Synoda svrhla oba uchazeče o papežství, Benedikta IX. i Silvestra III.. Řehoř VI. souhlasil se svou rezignací na funkci papeže a německý biskup Bamberg byl jmenován novým papežem jako Klement II.

## Nástup na papežský stolec
John Gratian byl biskupem (archpriest) v římské bazilice San Giovanni a Porta Latina poblíž brány Porta Latina na Via Latina. Byl oceňován pro svůj přímý charakter a čestné jednání. Byl velký Benediktův podporovatel, tzv. godfather. V době, kdy si Benedikt IX. přál oženit se, radil se z Gratianim, zda by mohl odstoupit z pontifikátu, kam byl dosazen svou rodinou. Když se mu dostalo ujištění, že je to možné, nabídl, že abdikuje ve prospěch Gratianiho s podmínkou, že mu budou uhrazeny jeho volební výdaje. Gratiani mu zaplatil a byl uznán jako nový papež. Nastoupil tak po Benediktovi IX. jako Řehoř VI. Kaplanem Řehoře VI. byl Hildebrand, který se později stal papežem Řehořem VII.

## Gratiani jako Řehoř VI.
Nastoupení Gratiniho jako Řehoře VI. nepřineslo Římu mír, ačkoli byl s radostí vítán dokonce takovým přísným moralistou jako byl Petr Damian. Když Benedikt IX. opustil Řím poté, co prodal svůj úřad papeže, byl ve hře ještě další uchazeč o tento titul. Jan, biskup ze Sabiny, jenž byl na papežský stolec dosazen frakcí podílející se na odchodu Benedikta z Říma. Jan se stal papežem a přijal jméno Silvestr III. Bývalý papež Benedikt IX., který nedokázal získat ženu svého srdce, brzy litoval své rezignace, znovu prosil o papežství a opravdu se mu podařilo získat si vládu nad částí města. Benedikt IX. se po třech měsících vrátil na papežský trůn a přinutil Silvestra III. k abdikaci. Ten se ale nikdy nevzdal svého nároku na papežský stolec a jeho političtí spojenci se zjevně pokoušeli si i nadále udržet alespoň částečnou kontrolu nad městem. Řehořovi VI. zbyla prázdná pokladnice a duchovenstvo, které z velké části ztratilo víru v řád a spravedlnost. Jeho úkol uklidnit situaci a nastolit pořádek vypadal takřka beznadějně. Nicméně s pomocí svého capellanus neboli kaplana, Hildebranda, budoucího papeže Řehoře VII., se snažil obnovit občanský a náboženský řád. To druhé se snažil uskutečňovat pomocí dopisů a to prvé pomocí zbraní. Ale frakce jeho soupeřů byly příliš mocné, nedaly se potlačit a tak se chaos jen zvýšil. Papež si uvědomil že není v jeho moci čelit sám výzvám, s nimiž se církev střetla. Požádal tedy tehdejšího německého krále a budoucího císaře Svaté říše římské (korunovace proběhla o Vánocích roku 1046), Jindřicha III. aby překročil Alpy a obnovil na papežském trůně pořádek. Jindřich vstoupil do Itálie na podzim roku 1046. Přesvědčen o tom, že je v právu, Řehoř VI. odcestoval na sever, aby se setkal s Jindřichem. Ten jej přijal s úctou náležející jeho úřadu a v souladu se svou královskou mocí svolal synod do města Sutri. Do Sutri dorazil i Silvestr III.. Synod byl zahájen dne 20. prosince 1046. Jak jeho nárok ŘEhoře VI. tak i nárok Benedikta IX. na papežský stolec byl zrušen. Zbaven všech kněžských hodností a považován za usurpátora od samého počátku, byl Silvestr odsouzen k doživotnímu pobytu v klášteře. Řehoř VI. byl obviněn ze svatokupectví, což on svobodně připustil; nicméně zpochybnil, že tento čin za daných okolností představuje zločin simonie. Biskupové na synodu však Gratianiho usvědčili ze simonie, dokázali mu, že tento čin byl skutečně svatokupecký a vyzvali ho, aby odstoupil. Když Řehoř VI. viděl že nemá velkou možnost volby, vyhověl biskupům a rezignoval dobrovolně na svůj úřad.

## Závěr života
Po Řehořovi VI. nastoupil na papežský stolec německý biskup rodným jménem Suitger, hrabě z Morslebenu a Hornburgu (1005, Hornburg – 9. října 1047, Pesara). Byl papežem od 25. prosince 1046 až do své smrti. Papežský úřad zastával pod jménem Klement II. Řehoře vzal nyní už císař Jindřich III. do Německa v květnu 1047. Řehoře doprovázel jeho kaplan Hildebrand, který s ním zůstal až do jeho smrti v roce 1048. V lednu 1049 se Hildebrand vrátil do Říma s novým papežem Lvem IX., nástupcem papežů Klementa II. a Damasa II. A když byl sám Hildebrand v roce 1073 zvolen papežem, úmyslně si pro sebe zvolil titul papež Řehoř VII. na důkaz své pevné a neochvějné víry v legitimitu Gratianiho jako papeže Řehoře VI. Řehoř VI. zemřel v roce 1048, pravděpodobně v Kolíně nad Rýnem.

## Odkazy

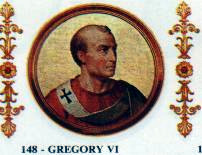
Portrét papeže Řehoře VI. v bazilice sv. Pavla za hradbami